# Ravnice (Čabar)
Pour les articles homonymes, voir Ravnice.
Ravnice est une localité de Croatie située dans la municipalité de Čabar, dans le comitat de Primorje-Gorski Kotar. En 2001, la localité comptait 51 habitants.

## Démographie
| 1948 | 1953 | 1961 | 1971 | 1981 | 1991 | 2001 |
| ---- | ---- | ---- | ---- | ---- | ---- | ---- |
| 72   | 106  | 105  | 92   | 89   | 74   | 51   |